# Molossus molossus
Molossus molossus (молос звичайний) — вид кажанів родини молосових.

## Поширення
Країни проживання: Аргентина, Беліз, Бразилія, Колумбія, Коста-Рика, Еквадор, Сальвадор, Французька Гвіана, Гаяна, Нікарагуа, Панама, Парагвай, Перу, Суринам, Тринідад і Тобаго, Уругвай. Живе в тропічних лісах, субтропічних лісах; в помірно низьких, мокрих і сухих місцевостях. 

## Стиль життя
Харчується комахами, головним чином, молями, жуками і літаючими мурахами. Сідала лаштує в дуплах дерев, скелях і покинутих будівлях, але завжди у вологому і теплому місці. Колонії великі, навіть сотні особин, які можуть перебувати в замкнутому просторі. Починає свою діяльність незабаром після настання темряви. У них є два піки активності, перший триває близько години, а другий менш інтенсивний і закінчується незадовго до світанку.

## Морфологія

### Морфометрія
Довжина голови й тіла: 60-69, довжина хвоста: 33-39, довжина задньої ступні: 8-10, довжина вух: 10-13, довжина передпліч: 34-42. Вага 12-17 гр.

### Опис
Морда широка і довга, з великим і округлим підборіддям. Губи не мають глибоких вертикальних зморшок. Ніздрі прості. Вуха короткі, округлі зверху й не з'єднані. Коли вуха складаються вперед, досягають половині відстані між очима і носом. Хутро коротке й оксамитове. Спина від сірувато-коричневого до світло-коричневого кольору, з помірно довгими волосками, понад 2,5 мм, білими біля основи. Черевна області схожа на спинну але без матового прояву. Хутро на горлі може бути світлішим, ніж інша частина черевної області. Хвостові та крилові мембрани чорні. Хвіст зазвичай від 50 до 60% довжини тіла і голови. На горлі є кругла залоза в обох статей. Зубна формула: I 1/1, C 1/1, P 1/2, M 3/3 в цілому 26 зубів.